# Адіна Пінтіліє
Аді́на Пінтіліє́ (рум. Adina Pintilie; нар. 12 січня 1980, Бухарест, Румунія) — румунська кінорежисерка та сценаристка. Лауреатка премії «Золотий ведмідь» 68-го Берлінського міжнародного кінофестивалю 2018 року за фільм «Не торкайся» .

## Біографія
Адіна Пінтіліє народилася 12 січня 1980 року у Бухаресті, Румунія. Закінчила режисерський фікультет Національного університету театру і кіно «І. Караджале».
Режисерський дебют Пінтіліє відбувся в 2003 році, коли вона зняла короткометражку «Це». Її документальний фільм «Не зрозумійте мене перекручено» (2007), погляд на повсякденне життя пацієнтів румунської психіатричної лікарні, показали на Міжнародному кінофестивалі в Локарно й він був номінований як найкращий документальний фільм на румунську національну кінопремію «Гопо».
Перший повнометражний художній фільм «Не торкайся», де Адіна Пінтіліє також виступила сценаристом і продюсером, вийшов на екрани в 2018 році. Напівдокументальна стрічка, що розповідає про інтимні стосунки людей, схильних до психопатології і девіантної сексуальної поведінки, була представлена в конкурсній програмі 68-го Берлінського міжнародного кінофестивалю, де завоювала головний приз та Приз за найкращий дебютний повнометражний ігровий фільм. Приймаючи нагороду, Пінтіліє заявила, що її метою було «запросити глядача до діалогу».

## Фільмографія
| Рік  |      | Назва українською              | Оригінальна назва     | Режисер | Сценарист |
| ---- | ---- | ------------------------------ | --------------------- | ------- | --------- |
| 2003 | к/м  | Це                             | Ea                    | Так     | Так       |
| 2004 | к/м  | Нестережені поїзди             | Trenuri nepăzite      | Так     | Так       |
| 2004 | к/м  | Вид самотності                 | Un fel de singuratate | Так     | Так       |
| 2005 | к/м  | Новий Пінтя… Модель            | Nea Pintea… Model     | Так     |           |
| 2006 | к/м  | Страх перед містером Джи       | Frica domnului G      | Так     |           |
| 2006 | к/м  | Казино                         | Casino                | Так     |           |
| 2007 | к/м  | Кар'єр № 186                   | Balastiera #186       | Так     |           |
| 2007 | док. | Не зрозумійте мене перекручено | Nu te supara, dar…    | Так     |           |
| 2010 | к/м  | Кисень                         | Oxygen                | Так     |           |
| 2018 |      | Не торкайся                    | Nu mă atinge-mă       | Так     | Так       |

## Визнання

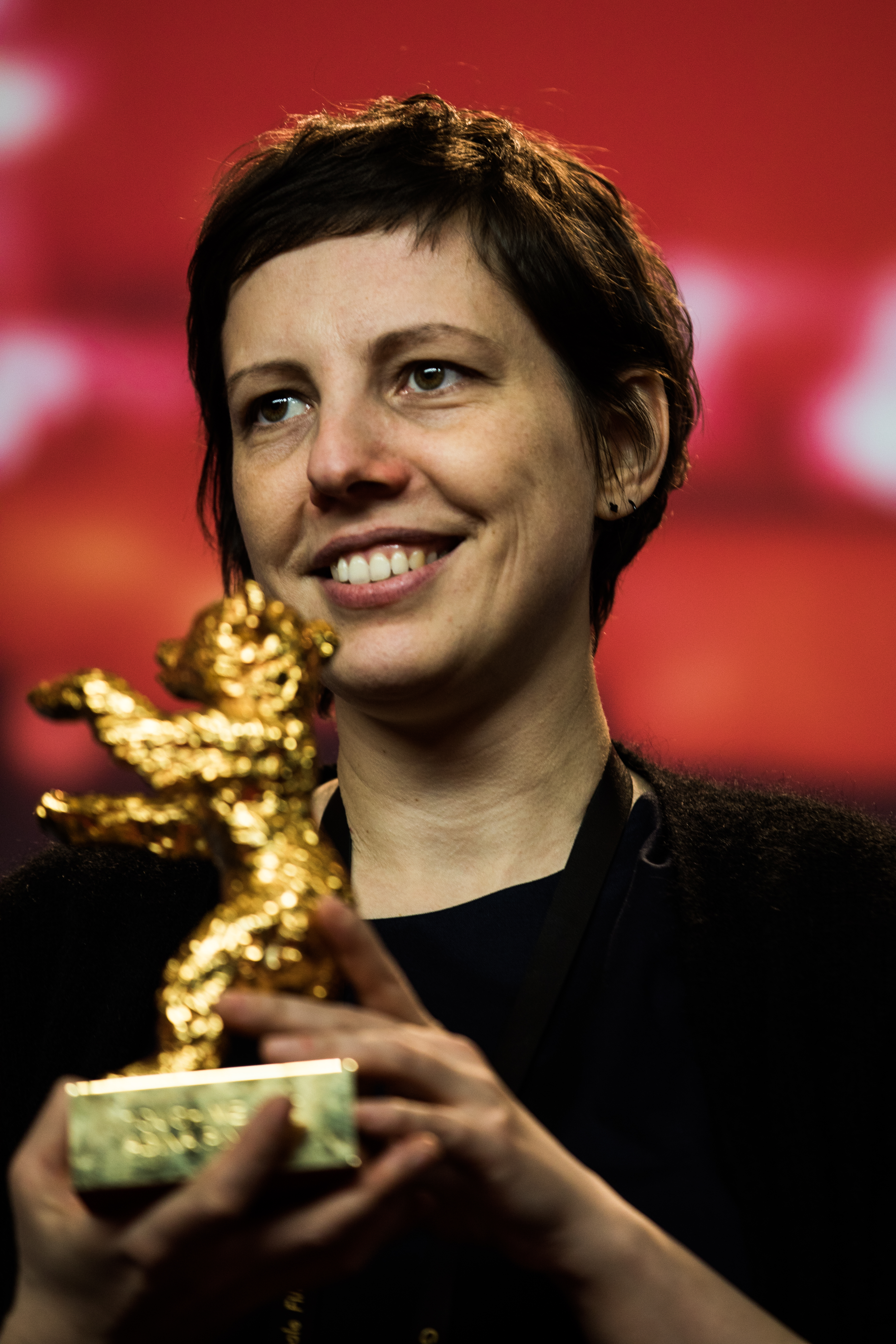
Адіна Пінтіліє з «Золотим ведмедем» Берлінале, 2018

| Рік                                      | Категорія                                               | Фільм                          | Результат |
| ---------------------------------------- | ------------------------------------------------------- | ------------------------------ | --------- |
| Варшавський міжнародний кінофестиваль    |                                                         |                                |           |
| 2007                                     | Нагорода «Вільний дух»                                  | Не зрозумійте мене перекручено | Номінація |
| 1900                                     | Найкращий короткометражний фільм                        | Кисень                         | Номінація |
| Міжнародний кінофестиваль у Локарно      |                                                         |                                |           |
| 2007                                     | Золотий леопард                                         | Не зрозумійте мене перекручено | Номінація |
| Кінофестиваль DOK Leipzig                |                                                         |                                |           |
| 2007                                     | Золотий голуб                                           | Не зрозумійте мене перекручено | Перемога  |
| Премія «Гопо»                            |                                                         |                                |           |
| 2008                                     | Найкращий документальний фільм                          | Не зрозумійте мене перекручено | Номінація |
| 2011                                     | Найкращий короткометражний фільм                        | Кисень                         | Номінація |
| 2011                                     | Премія «Молодої надія»                                  | Кисень                         | Номінація |
| Роттердамський міжнародний кінофестиваль |                                                         |                                |           |
| 2010                                     | Приз «Тигр» за найкращий короткометражний фільм         | Кисень                         | Номінація |
| Берлінський міжнародний кінофестиваль    |                                                         |                                |           |
| 2018                                     | Золотий ведмідь                                         | Не торкайся                    | Перемога  |
| 2018                                     | Приз за найкращий дебютний повнометражний ігровий фільм | Не торкайся                    | Перемога  |
| Європейський кіноприз                    |                                                         |                                |           |
| 2018                                     | Європейське відкриття року — Приз ФІПРЕССІ              | Не торкайся                    | Номінація |